# Бојан Костреш
Бојан Костреш (Зрењанин, 25. август 1974) српски је политичар. Између 2004. и 2008. био је председник Скупштине Аутономне Покрајине Војводине. Актуелни је председник Лиге социјалдемократа Војводине.
Пре функције председника Скупштине АП Војводине (2004—2008), Костреш је био одборник у скупштини општине Зрењанина (1996—2000) и посланик у Народној скупштини Србије (2000—2003). Поново је изабран за народног посланика у Народној скупштини Србије 2008. године.
Завршио је приватни факултет ФАБУС у Сремској Каменици.